# Друїд-Гіллс (Джорджія)
Друїд-Гіллс (англ. Druid Hills) — переписна місцевість (CDP) в США, в окрузі Декальб штату Джорджія. Населення — 9429 осіб (2020).

## Географія
Друїд-Гіллс розташований за координатами 33°47′15″ пн. ш. 84°19′33″ зх. д. / 33.78750° пн. ш. 84.32583° зх. д. (33.787403, -84.325961).  За даними Бюро перепису населення США в 2010 році переписна місцевість мала площу 10,92 км², з яких 10,82 км² — суходіл та 0,10 км² — водойми.

## Демографія
Згідно з переписом 2010 року, у переписній місцевості мешкало 14 568 осіб у 4983 домогосподарствах у складі 2202 родин. Густота населення становила 1334 особи/км².  Було 5420 помешкань (496/км²).
Расовий склад населення:
| - 78,3 % — білих - 11,0 % — азіатів - 7,7 % — чорних або афроамериканців - 0,2 % — корінних американців |

До двох чи більше рас належало 2,2 %. Частка іспаномовних становила 2,9 % від усіх жителів.
За віковим діапазоном населення розподілялося таким чином: 14,0 % — особи молодші 18 років, 77,4 % — особи у віці 18—64 років, 8,6 % — особи у віці 65 років та старші. Медіана віку мешканця становила 24,3 року. На 100 осіб жіночої статі у переписній місцевості припадало 92,0 чоловіків;  на 100 жінок у віці від 18 років та старших — 89,0 чоловіків також старших 18 років.
Середній дохід на одне домашнє господарство  становив 150 108 доларів США (медіана — 87 912), а середній дохід на одну сім'ю — 228 573 долари (медіана — 146 768). Медіана доходів становила 103 839 доларів для чоловіків та 63 958 доларів для жінок. За межею бідності перебувало 10,1 % осіб, у тому числі 11,0 % дітей у віці до 18 років та 4,5 % осіб у віці 65 років та старших.
Цивільне працевлаштоване населення становило 6419 осіб. Основні галузі зайнятості: освіта, охорона здоров'я та соціальна допомога — 40,8 %, науковці, спеціалісти, менеджери — 19,0 %, мистецтво, розваги та відпочинок — 8,5 %, фінанси, страхування та нерухомість — 8,1 %.